# Poe Dameron
Poe Dameron egy szereplő George Lucas kitalált Csillagok háborúja univerzumában. Az Ellenállás egyik legjobb pilótája és Leia legbizalmasabb embere. Megszemélyesítője a filmben Oscar Isaac. Az ébredő Erőben jelenik meg először.

## Élete

### Fiatalkora
Poe YU 2-ben született az endori csata előtt Kesh Dameron és Shara Bey gyermekeként. Mivel mindketten a Lázadó Szövetségnek dolgoztak, ezért nagyapai gondozásba került. 6 évesen már anyja egyik X szárnyú vadászgépén repült, és ekkor döntötte el, hogy pilóta lesz, ugyanúgy mint az anyja. Nyolc éves volt, amikor az anyja meghalt és az apja nevelte tovább. Később úgy döntött, hogy beáll katonának, és a galaxis legjobb pilótája lesz.

### Az Új Köztársaság szolgálatában
Poe már fiatalon az Új Köztársaság flottájában szolgált. Kiváló pilóta volt. Az évek során sok barátot szerzett, ahol jól érezhette magát. Itt ismerkedett meg az egyik BB egységgel, BB-8-cal. Sok kalandot éltek át együtt, és BB-8 az egyik legjobb barátja lett. Később a Mirrin Prime bolygón volt a főhadiszállásuk, ahol a Rapír Osztag parancsnoka volt. Sokat járőröztek a rendszerben. Egyik alkalommal Ematt őrnagy a Mirrin Prime-ra ment, hogy döntsenek, hogy beállnak-r az Ellenállásba. Poe igent mondott és a Rapír Osztag átkerült az Ellenálláshoz.

### Az ébredő erő
Leia Organa arra kéri Poe-t, hogy menjen a Jakkura, miszerint ott van egy ember, aki talán segíthet nyomra bukkanni   nyomában. Poe a Jakku bolygóra megy, ahol rátalál Lor San Tekkára, akinél van egy térkép, ami elvezethet Luke Skywalkerhez. Poe már éppen indulni akar vissza a bázisra, miközben az Első Rend katonái megérkeznek a faluba és mindenkit megölnek. Poe és BB-8 a vadászgéppel akarják elhagyni a falut, de a katonák eltalálják a gép hajtóművét, így kénytelen velük szembenézni. Eközben megérkezik Kylo Ren, aki a térképet akarja megszerezni, hogy elpusztítsa Skywalkert. De Poe fogságba egyik, BB-8 megmenekül a térképpel együtt. A csillagrombolón Kylo az Erővel akarja kiszedni Poe-ból hogy hol van a térkép. Sikerül neki és egy osztagot küld a droid után. Poe időközben kiszabadul az egyik rohamosztagos segítségével. Átnevezi Finn-nek és egy TIE vadásszal sikerül megszökniük, de eltalálják és lezuhannak a bolygóra. Később Poe roncsvadászok segítségével menekül meg. Részt vett a Takodanai csatában. A D'qar bázison újra találkozik Finn-nel és neki adja a régi kabátját. Részt vett a Csillagpusztító Bázis elleni csatában, ahol vadászgépével sikerül elpusztítani az Első Rend szuperfegyverét.

### Az utolsó jedik
Mialatt az ellenállók kiürítik a bázist az Első Rend csillagrombolói megérkeztek a rendszerbe. Miközben menekülni akartak, Poe kiállt a Fulminatrix csillagromboló ellen és szétlötte a felszíni ütegeit. Ezek után jöttek a bombázók és sikeresen elpusztították a Fulminatrixot. Ezek után az Ellenállás cirkálói elhagyták a rendszert. Mialatt Poe a hangárban volt, találkozott újra Finn-nel, aki súlyos sérült szenvedett a szuperfegyveren. Amikor az Első Rend rátalált a flottájukra, támadást akartak indítani vadászgépekkel, de Kylo elpusztította a vadászgépeket, köztük Poét. Rájöttek, hogy a Rend fénysebességnél is be tudja követni őket. Poe elküldte Finnt és Rose-t a Cantonica bolygóra, ahol találnak egy kódtörőt, aki fel tudja törni a vezérhajó kódját, hogy kiiktassák a hiperkövetést. A Raddus hajón Leia helyét. Amilyn Holdo veszi át, de ennek Poe nem nagyon örül. Amikor megtudja, hogy evakuálni akarja a hajót, fel akar lázadni ellene. De Leia megállítja és egy kábítólövéssel el is bénítja. A Crait bolygón megütköznek az Első Rend lépegetőivel, de tehetetlenek ellenük és visszavonulnak. Az Ezeréves Sólyom fedélzetén hagyják el a Crait rendszert.

## Megjelenése filmekben
- Csillagok háborúja VII: Az ébredő erő
- Csillagok háborúja VIII: Az utolsó Jedik
- Csillagok háborúja IX: Skywalker kora